# Chandra Bahadur Dangi
Chandra Bahadur Dangi (30 november 1939 – 3 september 2015) was de kleinste volwassen man die ooit geleefd heeft, gevalideerd door het Guinness Book of Records. 

## Biografie
Dangi leed aan primordiale dwerggroei. Hij had een lengte van 54,6 cm en woog 12 kg. Hij brak het record van Gul Mohammed, die 57 cm groot was. Dangi werd geboren in een afgelegen Nepalees bergdorp op 400 kilometer van Kathmandu. In 2012 werd hij opgemerkt omwille van zijn kleine lengte. Dangi had tot die tijd zijn geboortedorp nog nooit verlaten. Na zijn erkenning wilde hij graag rondreizen om de wereld te zien. Hij overleed in 2015 op Amerikaans-Samoa terwijl hij op tournee was met een circus. Hij werd 75 jaar.